# Limnophila gentilis
Limnophila gentilis är en tvåvingeart som först beskrevs av Friedrich Hermann Loew 1869.  Limnophila gentilis ingår i släktet Limnophila och familjen småharkrankar. Inga underarter finns listade i Catalogue of Life.